# Giorgio Savoja
Giorgio Savoja (Savoia) (Milano, 18 gennaio 1916 – Misurata, 12 marzo 1943) è stato un aviatore e ufficiale italiano, che fu un pilota di caccia della Regia Aeronautica durante la seconda guerra mondiale,  ferito gravemente in combattimento nel gennaio del 1943 dalla caccia britannica morì due mesi dopo in ospedale, venendo decorato con la Medaglia d'oro al valore militare alla memoria. Durante la guerra compì in totale più di 600 azioni, assommando oltre 430 ore di volo (233 ore di voli di guerra e 197 ore di voli vari), ed al suo attivo aveva una vittoria accertata, una probabile e 7 aerei nemici danneggiati.

## Biografia
Nacque a Milano il 18 gennaio 1916, e dopo essersi arruolato nella Regia Aeronautica nel 1936 fu ammesso a frequentare la Regia Accademia Aeronautica di Caserta, Corso Rex, da cui uscì con il grado di sottotenente in s.p.e. nel luglio 1939. Fu promosso tenente l'8 aprile 1940.

### La seconda guerra mondiale

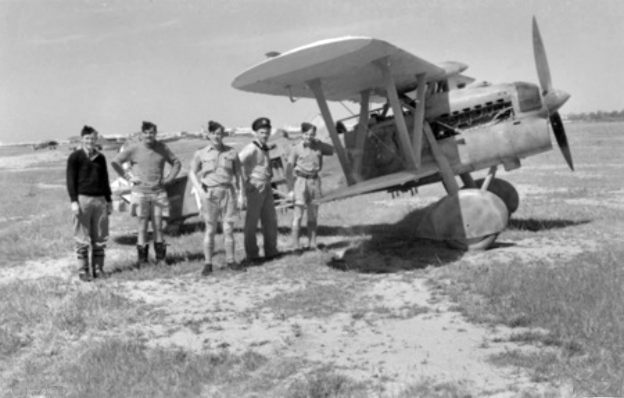
Un Fiat C.R.32 catturato danneggiato a Bengasi, Africa Settentrionale, dalla Royal Australian Air Force nel gennaio 1941.

All'atto dell'entrata in guerra del Regno d'Italia, avvenuta il 10 giugno 1940, era in forza alla 92ª Squadriglia dell'8º Gruppo del 2º Stormo Caccia Terrestre, schierato in Africa Settentrionale Italiana sull'Aeroporto di Tobruch T.2, ed equipaggiato con i velivoli da caccia Fiat C.R.32.
Partecipò ai durissimi cicli operativi che videro il suo stormo impegnato contro la Western Desert Air Force della RAF Middle East Command inglese, volando a partire dall'ottobre 1940 a bordo dei caccia Fiat C.R.42 Falco, sul fronte dell'Africa Settentrionale. Rientrato in Italia il 20 gennaio 1941, l'8º Gruppo fu riequipaggiato sull'aeroporto di Torino-Mirafiori con i moderni monoplani Aermacchi C.200 Saetta, effettuando servizi di protezione sulle città del nord Italia, come Milano, Torino, Genova, Savona e dell'Aeroporto di Varese-Venegono. Nel maggio 1941 fu trasferito alla 77ª Squadriglia del 13º Gruppo, ancora equipaggiato con i C.R.42 Falco, di stanza a Genova, che riequipaggiato con i C.200 Saetta nell'ottobre 1941, ritornò in Africa Settentrionale nel febbraio 1942, basandosi sull'Aeroporto di Tripoli.
Nell'estate del 1942 il 2º Stormo supportò l'assedio di Tobruk, e nell'occasione, il tenente Savoja si distinse con i suoi colleghi di reparto in operazioni nelle quali il rapporto di forze era via via sempre più sfavorevole, venendo per questo decorato con la Medaglia d'argento al valor militare. A partire dal mese di novembre,  le sorti del conflitto si capovolsero drasticamente dopo la seconda battaglia di El Alamein. L'offensiva delle forze alleate si sviluppò in maniera massiccia, impegnando gli aerei della Regia Aeronautica in combattimenti in cui l'unico ruolo possibile era quello di rallentare l'avanzata e ostacolare l'aviazione avversaria. All'inizio del gennaio 1943 la 77ª Squadriglia ricevette alcuni caccia Aermacchi C.202 Folgore, uno dei quali gli fu assegnato.

### L'ultimo combattimento e la morte

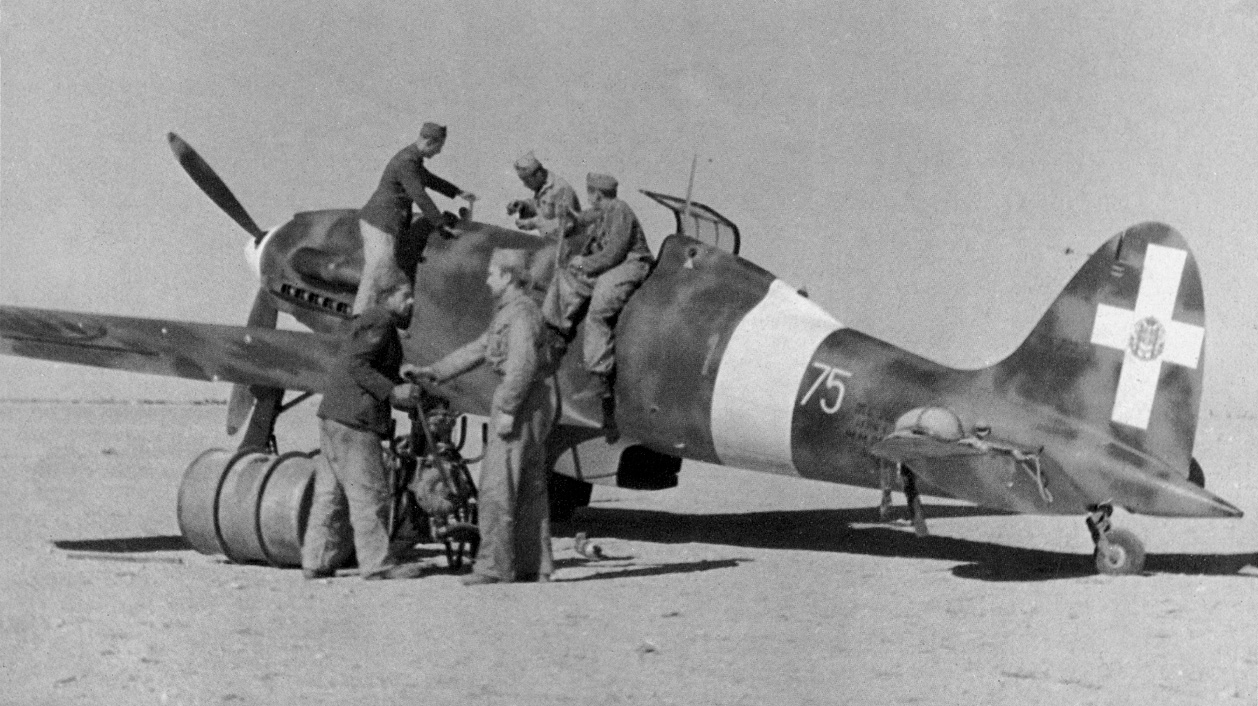
Macchi M.C.202 in Africa Settentrionale

Il 22 gennaio 1943, il tenente Savoja venne incaricato, insieme ai piloti degli altri cinque aerei rimasti in forza al 2º Stormo, di scortare due aerei da trasporto Savoia-Marchetti S.79 Sparviero con a bordo alti ufficiali, tra cui il comandante della 5ª Squadra aerea, il generale Mario Bernasconi. Attaccati da circa 24 caccia Curtiss P-40 Kittyhawk del No.3 Squadron della R.A.A.F., i velivoli italiani si interposero a protezione dei più lenti aerei passeggeri. Nello scontro il comandante del 13º Gruppo, il maggiore Lorenzo Viale, fu costretto ad atterrare fuori campo con l'aereo danneggiato. Savoja prese allora il comando e continuò il combattimento, fino a consentire il disimpegno degli aerei che scortava e dei suoi compagni di stormo, che riuscirono a fuggire verso l'aeroporto di Sfax in Tunisia, volando a bassissima quota sul Mar Mediterraneo. Rimasto indietro per proteggere il disimpegno dei suoi gregari, fu ferito gravemente, ma fu comunque in grado di sottrarsi agli avversari ed effettuare un atterraggio di emergenza. La gravità delle ferite riportate ne causò però la morte a Misurata il 12 marzo successivo. Il 2º Stormo di fatto cessò le operazioni in Africa dopo l'ultimo combattimento di Savoja; cedette i residui aerei rimasti ad un altro reparto e i superstiti rientrarono in Italia. L'ufficiale fu promosso al grado di capitano con Regio Decreto dell'11 marzo 1943, ovvero un giorno prima di morire e dopo la fine del conflitto fu decorato dapprima con la Croce di guerra al valor militare, e poi con la Medaglia d'oro al valor militare alla memoria con decreto del 24 dicembre 1948.
A Milano gli è stata intestata una via, anche se riporta il nome così come gli uffici dell'anagrafe lo hanno nel tempo modificato (Savoia invece di Savoja) e un'altra via gli è stata dedicata dal comune natio di Cucciago (Provincia di Como).

### Annotazioni
1. ↑  Si trattava di un cacciabombardiere Bristol Beaufighter abbattuto il 2 novembre 1942 su Tobruk.
2. ↑  Entrò in servizio permanente effettivo il 1 ottobre 1938.

### Fonti
1. 1 2 3  Ufficio Storico Stato Maggiore dell'Aeronautica 1969, p. 256.
2. ↑  Ufficio Storico Stato Maggiore dell'Aeronautica 1977, p. 15.
3. 1 2  Dunning 1988, p. 23.
4. 1 2  Ufficio Storico Stato Maggiore dell'Aeronautica 1977, p. 16.
5. 1 2 3 4 5  Ufficio Storico Stato Maggiore dell'Aeronautica 1977, p. 17.
6. 1 2 3 4 5 6  Dunning 1988, p. 26.
7. ↑  Ufficio Storico Stato Maggiore dell'Aeronautica 1977, p. 18.
8. ↑  Bollettino Ufficiale 1949, disp.5 pag.265, e Bollettino Ufficiale 1959, supl.7 pag.337.
9. ↑  Bollettino Ufficiale 1943, disp.5ª, registrato alla Corte dei conti, addì 30 marzo 1943, registro n.18 Aeronautica, foglio n.337.